# 남아프리카 체육 연맹 올림픽 위원회
남아프리카 체육 연맹 올림픽 위원회(영어: South African Sports Confederation and Olympic Committee, 아프리칸스어: Suid-Afrikaanse Sportkonfederasie en Olimpiese Komitee)는 남아프리카 공화국을 대표하는 국가 올림픽 위원회이자 국가 패럴림픽 위원회이다. IOC 코드는 RSA이다. 본부는 요하네스버그에 있으며 아프리카 국가 올림픽 위원회 연합에 소속되어 있다. 올림픽, 패럴림픽, 올아프리카 게임, 코먼웰스 게임에 참가하는 남아프리카 공화국의 선수들을 대표한다.

## 역사
원래 남아프리카 공화국을 대표하던 국가 올림픽 위원회는 남아프리카 공화국 올림픽 코먼웰스 게임 협회(South African Olympic and Commonwealth Games Association)였다. 하지만 남아프리카 공화국 정부가 1960년대부터 아파르트헤이트라고 부르는 인종 분리 정책에 따라 서로 다른 인종 간의 스포츠 활동을 금지하면서 남아프리카 공화국은 국제 사회의 비판 여론에 직면하게 된다. 이를 계기로 국제 올림픽 위원회(IOC)를 비롯한 여러 국제 스포츠 기구가 남아프리카 공화국을 축출하면서 남아프리카 공화국은 한동안 올림픽을 비롯한 국제 스포츠 대회에 참가할 수 없었다.
국제 올림픽 위원회는 1963년에 서독 바덴바덴에서 열린 총회에서 남아프리카 공화국의 1964년 도쿄 하계 올림픽 참가를 금지시켰으나 회원 자격은 유지시켰다. 그러다가 1968년 멕시코시티 하계 올림픽을 앞둔 상황에서 아프리카·아랍 세계·동구권 국가들이 연합하여 남아프리카 공화국이 올림픽에 참가할 경우 대회를 보이콧할 가능성이 있음을 시사하자 국제 올림픽 위원회는 남아프리카 공화국의 1968년 멕시코시티 하계 올림픽 참가를 금지시켰다. 국제 올림픽 위원회는 1970년에 네덜란드 암스테르담에서 열린 총회에서 남아프리카 공화국 축출에 관한 안건을 찬성 35표, 반대 28표, 기권 3표로 가결시켰다.
1991년에 남아프리카 공화국 정부가 추진하고 있던 아파르트헤이트 정책의 폐지를 이행하기 위한 차원에서 남아프리카 공화국 국가 올림픽 위원회(National Olympic Committee of South Africa)가 설립되면서 서로 다른 인종을 대표하던 스포츠 기구가 단일 스포츠 기구로 통합되었다. 남아프리카 공화국 국가 올림픽 위원회는 1991년에 국제 올림픽 위원회로부터 남아프리카 공화국을 대표하는 국가 올림픽 위원회로 승인을 받았다.

## 같이 보기
- 올림픽 남아프리카 공화국 선수단